# Notblomster
Notblomster, Lobelia dortmanna, är en flerårig ört som växer på grunda bottnar i näringsfattiga sjöar. 

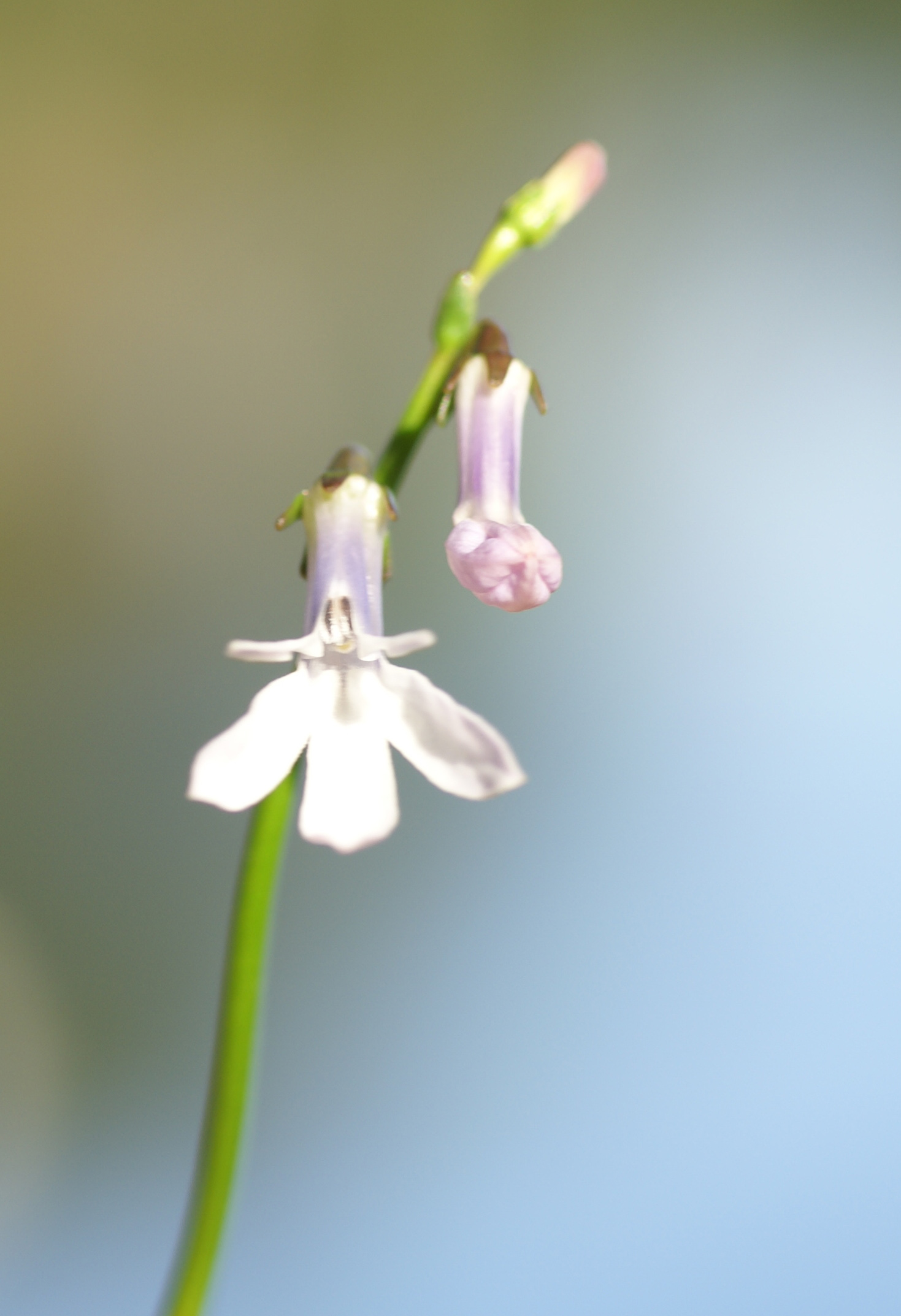
Blommande notblomster

Bladen sitter samlade i en bladrosett vid växtens bas nere i vattnet och bara blomställningen, som bärs upp av en upprätt och ogrenad stjälk, sticker upp ovanför ytan. Blommorna är vitaktigt ljusblåa. För att växten skall kunna blomma bör vattendjupet på växtplatsen inte överstiga 150 centimeter. Den kan växa på något större djup, men då bildas endast bladrosetter. Notblomstret kan föröka sig både med frön och vegetativt, genom avknoppning av små bladrosetter som bildas i bladvecken. Dessa har luftfyllda bladkanaler och kan på så sätt sprida sig ganska långt med vattenströmmarna.